# Патрики (Брестская область)
Па́трики (бел. Патрыкі) — деревня в Кобринском районе Брестской области Белоруссии. Входит в состав Хидринского сельсовета.
По данным на 1 января 2016 года население составило 582 человека в 228 домохозяйствах.
В деревне расположены почтовое отделение, ясли-сад, клуб и магазин.

## География
Деревня расположена в 6 км к юго-западу от города и станции Кобрин, в 41 км к востоку от Бреста, на автодорогах М1 Брест-Минск и М12 Кобрин-Мокраны.
На 2012 год площадь населённого пункта составила 1,68 км² (168 га).

## История
Населённый пункт известен с 1559 года как село и имение Патриковичи. В разное время население составляло:
- 1999 год: 171 хозяйство, 470 человек;
- 2009 год: 482 человека;
- 2016 год[2]: 228 хозяйств, 582 человека;
- 2019 год[1]: 621 человек.